# Józef Mackiewicz

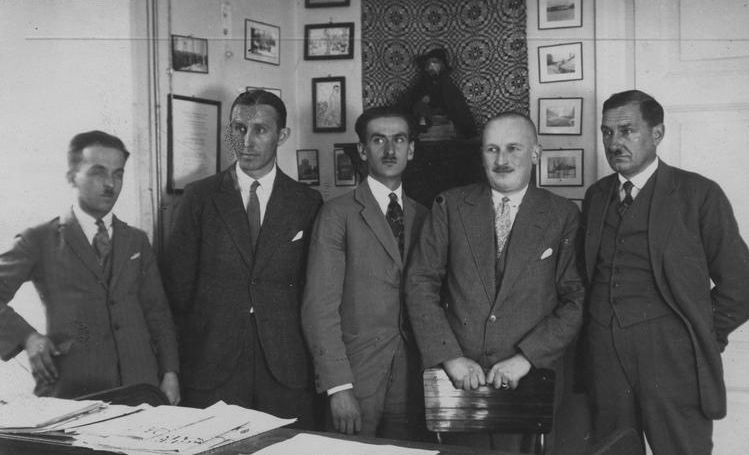
Józef Mackiewicz in der Redaktion von Słowo (Bildmitte, Foto zwischen 1935 und 1939)

Józef Mackiewicz (geboren 1. April 1902 in Sankt Petersburg, Russisches Kaiserreich; gestorben 31. Januar 1985 in München) war ein polnischer Schriftsteller.

## Leben
Józef Mackiewicz war ein Kind des aus dem Landadel stammenden Weinhändlers Antoni Mackiewicz und der Maria Pietraszkiewicz, sein älterer Bruder war Stanisław Mackiewicz. Die Familie zog 1907 nach Wilna.

### In der Republik Polen
Mit sechzehn Jahren wurde er Soldat im Polnisch-Sowjetischen Krieg. Nach dem Abitur 1920 studierte er Naturwissenschaften an der Universität Warschau, er schloss das Studium als Diplombiologe ab. Anschließend wurde er in Wilna freier Schriftsteller und Publizist. 1924 heiratete er Antonina Kopańska, sie hatten die Tochter Halina und trennten sich 1936. Ab 1935 arbeitete er in der von seinem Bruder herausgegebenen konservativen Zeitung Słowo (Das Wort). 1936 veröffentlichte er einen ersten Novellenband. Seit 1938 war die Publizistin und Schriftstellerin Barbara Toporska (1913–1985) seine Lebenspartnerin, wegen des Scheidungsverbots der katholischen Kirche war ihm eine zweite Ehe verwehrt. In seinem 1938 publizierten Reportagenband Bunt rojstów (Der Aufruhr in den Sümpfen) kritisierte er die nationalistische Polonisierungspolitik in Ostpolen und erregte damit Aufsehen. Im zwischen Polen und Litauen umstrittenen Wilnaer Gebiet trat er für ein Zusammenleben der Sprachgruppen ein.

### Im Zweiten Weltkrieg
Nach der militärischen Niederlage Polens durch Wehrmacht und Rote Armee im September 1939 wurde Wilna kurzzeitig Teil des sowjetischen Weißrusslands. Wilna wurde dann kurzzeitig Teil Litauens und Mackiewicz in Wilna Herausgeber der von ihm gegründeten polnischsprachigen Tageszeitung „Gazeta Codzienna“. Er kritisierte nun die Litauisierung der Region. Wilna wurde 1940 Teil der Litauischen SSR. Mackiewicz hielt sich während dieser Zeit als Landarbeiter und Kutscher auf dem Lande bei Wilna auf und entging so der sowjetischen Deportation, die der polnischen Intelligenz in Wilna galt. Im Juni 1941 wurde Wilna dann vom nationalsozialistischen Deutschland erobert. Die SS-Propagandastaffel bot Mackiewicz die Leitung einer polnischsprachigen Kollaborationszeitung „Goniec Codzienny“ an, was er ablehnte. Er schrieb aber für die Zeitung vier feuilletonistische Beiträge über die Schreckenszeit unter dem Sowjetregime.
Auf Initiative der Kommunisten der Polnischen Arbeiterpartei im Untergrund verurteilte ihn daraufhin ein Feldgericht der Untergrundarmee AK als Kollaborateur zum Tode. Doch der AK-Kommandeur des Bezirks Wilna, der selbst Zeuge des Sowjetterrors gewesen war, erwirkte die Aufhebung des Todesurteils. Im April 1943 genehmigte die Untergrundführung Mackiewiczs Reise nach Katyn. Mackiewicz gehörte zu einer Gruppe von polnischen Journalisten, die von den deutschen Besatzern aufgefordert wurden, die Arbeiten zur Exhumierung der Opfer des Massakers von Katyn zu besichtigen. Mackiewicz gab dem „Goniec Codzienny“ ein ausführliches Interview über seine Eindrücke von den Exhumierungsarbeiten und zitierte darin aus bei den Leichen gefundenen Dokumenten.

### Im Exil
Mackiewicz floh beim Nahen der sowjetischen Streitkräfte Anfang 1945 aus Krakau nach Italien zum Stab der Anders-Armee, der auf Seite der Briten kämpfenden polnischen Verbände unter dem Kommando von General Władysław Anders. Dort war er mit der Erstellung einer Dokumentation über den Massenmord von Katyn befasst. 1946 übersiedelte er nach London, wo er die nächsten Jahre unter ärmlichen Verhältnissen im Exil lebte. 1948 erschien mit einem Vorwort von Anders in London diese Dokumentensammlung, allerdings wurde Mackiewicz dabei nicht als der verantwortliche Redakteur namentlich erwähnt. Anders fürchtete nämlich, dass die sowjetische Propaganda unter Hinweis auf die Zusammenarbeit Mackiewiczs mit der Besatzerpresse im Zweiten Weltkrieg versuchen würde, die gesamte Dokumentensammlung zu diskreditieren.
1949 erschien auf der Grundlage der Dokumentensammlung Mackiewiczs erstes populärwissenschaftliches Buch über Katyn, zuerst in deutscher Übersetzung in der Schweiz. In seinen Publikationen wies er darauf hin, dass die NS-Version, die Täter von Katyn seien „bolschewistische Juden“ gewesen, unhaltbar sei. Auch seien unter den ermordeten polnischen Offizieren zahlreiche Juden gewesen.  Auch wies er nach, dass es sich bei einem Sensationsbericht der Stockholmer Tageszeitung „Dagens Nyheter“ vom 13. Februar 1948 über Katyn um eine Fälschung handelt. Die schwedische Zeitung hatte unter Berufung auf angebliche NKWD-Dokumente berichtet, der Krakauer Staatsanwalt Roman Martini sei 1946 ermordet worden, weil er entdeckt habe, dass die Täter von Katyn im NKWD zu suchen seien. Seine Publikationen zu Katyn analysierte das Foreign Office in London, es kam aber zu keiner eindeutigen Bewertung, wie aus der vom Historiker Rohan D’Olier Butler verfassten Denkschrift über die Haltung der britischen Regierung zur Causa Katyn (Butler-Memorandum) hervorgeht.
Mackiewicz sagte 1952 in Frankfurt am Main vor der Madden-Kommission, dem Untersuchungsausschuss des amerikanischen Kongresses zu Katyn, als Zeuge aus. In Artikeln für die polnische Exilpresse wies Mackiewicz darauf hin, dass der vor der Kommission maskiert auftretende Sensationszeuge John Doe völlig unglaubwürdig sei. Die englischen (1951) und amerikanischen Ausgaben seines Katyn-Buches wurden zensiert, in der Bundesrepublik Deutschland erschien die Übersetzung 1958 nur in einer kleinen Auflage, wurde aber später wiederholt neu aufgelegt.
1955 zog er nach München in die Nähe der polnischen Emigrantengruppen, die sich um den Sender Radio Freies Europa (RFE) scharten, und schrieb weiterhin Essays und politische Romane. Józef Mackiewicz wurde 1971 von der polnischen Exilregierung mit dem Kommandeurskreuz des Ordens Polonia Restituta geehrt. Seine Urne wurde in St. Andrew Bobola beigesetzt, der polnischen katholischen Kirche in London.

## Politische Positionen
Mackiewicz war ein meinungsstarker Einzelgänger, der scharf kritisierte und scharf kritisiert wurde. Im kommunistischen Polen stand er auf der Liste der Unpersonen und seine Romane befanden sich auf dem Index. Sein Hauptgegner war der Bolschewismus, Mackiewicz war eine Symbolfigur der polnischen antikommunistischen Opposition. Aber auch mit dem Chauvinismus der polnischen autoritären Regierungen unter Józef Piłsudski setzte er sich auseinander. Während des Zweiten Weltkriegs kritisierte er die Bündnispolitik der Westalliierten mit der Sowjetunion und dementsprechend auch die Politik der polnischen Exilregierung und der Polnischen Heimatarmee mit dem Sikorski-Maiski-Abkommen. In der Zeit des Kalten Krieges kritisierte er die Programmgestaltung bei Radio Freies Europa, die Redaktion der polnischen Exilzeitung Kultura in Paris, der er sogar die Annahme eines Literaturpreises verweigerte, die Anpassungspolitik der katholischen Kirche in Polen und die Ostpolitik des Vatikans unter Johannes XXIII. und Paul VI.
Bis zu seinem Tod war Mackiewicz auch im Westen dem Vorwurf ausgesetzt, er habe in einem antikommunistischen Wahn mit seinen Publikationen über Katyn eine infame antisowjetische Lüge verbreitet. Bis in die Gegenwart wird ihm in nationalpatriotischen Kreisen in Polen seine angebliche Kollaboration mit den deutschen Besatzern im Zweiten Weltkrieg vorgehalten. Die Verbände der ehemaligen Kombattanten der Untergrundarmee AK lehnten seine Rehabilitierung ab, auch der frühere Außenminister Władysław Bartoszewski stellte sich dagegen.
Während er die historische Mythenbildung geißelte, galt ihm das zaristische Russland als ein Ordnungsstaat mit positiven Zügen – dessen Ordnungsgefüge er in seinem Roman Der Oberst. Die Affäre Mjassojedow (1962) untergehen sieht. In den Romanen Der Weg ins Nirgendwo (1955) und Nie trzeba głośno mówić (1969) setzte er sich mit der kommunistischen Machtübernahme in Polen auseinander. 1957 schrieb Mackiewicz den Roman Kontra, der die Auslieferung der Kosakenverbände an die Sowjets durch die Briten bei Kriegsende behandelte.

## Werke
- 16-go między trzecią i siódmą. Słowo, Wilna 1936. (Am 16ten zwischen drei und sieben Uhr)
- Bunt rojstów. Słowo, Wilna 1938. (Der Aufruhr in den Sümpfen)
- Zbrodnia katyńska w świetle dokumentów z przedmową gen. Władysława Andersa. Gryf, London 1948 (Das Verbrechen von Katyn im Lichte von Dokumenten)
- Zbrodnia w lesie katyńskim. Gryf, London 1949 (Das Verbrechen im Wald von Katyn)
  - Sprawa mordu katyńskiego. Ta książka była pierwsza. London 2009, ISBN 978-0-907652-65-6.
  - Katyn – ungesühntes Verbrechen. Vom politischen Komplott zum ungesühnten Verbrechen. Thomas, Zürich 1949.
  - The Katyn Wood Murders. Hollis & Carter, London 1951.
- Nie trzeba głośno mówić. Kontra, London 1953. (Man darf nicht laut darüber reden)
  - Man muss nicht laut reden. Kapitel 30, Übersetzung: Martin Pollack, In: Jahrbuch Polen. 2003, Band 14, Deutsches Polen-Institut, Harrassowitz, Wiesbaden 2003.
- Polen und Deutschland in meiner Sicht. In: Außenpolitik. Zeitschrift für internationale Fragen. 1954, S. 13–19.
- Droga donikąd. Orbis, London 1955.
  - Der Weg ins Nirgendwo. Übersetzung: Armin Droß. Bergstadtverlag, München 1959.
- Karierowicz. Orbis, London 1955. (Der Karrierist)
- Kontra. Instytut Literacki, Paris 1957.
  - Tragödie an der Drau oder Die verratene Freiheit. Übersetzung: Armin Droß. Bergstadtverlag, München 1957.
- Der sogenannte Osten Europas. Übersetzung Ulrike Bischoff. In: Marek Klecel: Polen zwischen Ost und West. Polnische Essays des 20. Jahrhunderts. Eine Anthologie. Suhrkamp, Berlin 1995, S. 150–166. (zuerst 1957)
- Sprawa pułkownika Miasojedowa. Świderski, London 1962.
  - Der Oberst. Die Affäre Mjassojedow. Ein historischer Roman. Übersetzung: Wolfgang Grycz. Pfeiffer, München 1967.
- Zwycięstwo prowokacji. Selbstverlag, München 1962.
  - Sieg der Provokation. Die Phasen der Entwicklung des Kommunismus in Russland und Polen und die Frage der deutsch-polnischen Beziehungen. Übersetzung: Wolfgang Dohrmann, Artur Roland. Bergstadtverlag, München 1964.
- Pod każdym niebem. Polska Fundacja Kulturalna, London 1964. (Unter jedem Himmel)
- Lewa wolna. Polska Fundacja Kulturalna, London 1965. (Links ran)
- W cieniu krzyża. Kontra, London 1972. (Im Schatten des Kreuzes)
- Watykan w cieniu czerwonej gwiazdy. Kontra, London 1975. (Vatikan im Schatten des roten Sterns)
- Fakty, przyroda i ludzie. Kontra, London 1984. (Tatsachen, Natur und Menschen)
- mit Barbara Toporska: Droga Pani. Kontra, London 1984. (Gnädige Frau)